# Trophonopsis tenuisculptus
Trophonopsis tenuisculptus är en snäckart som beskrevs av Carpenter. Trophonopsis tenuisculptus ingår i släktet Trophonopsis och familjen purpursnäckor. Inga underarter finns listade i Catalogue of Life.